# Walter Huston
Walter Thomas Huston (/ˈhjuːstən/; sinh ngày 5 tháng 4 năm 1883 – mất ngày 7 tháng 4 năm 1950) là nam ca sĩ, diễn viên người Canada. Huston thắng Giải Oscar cho nam diễn viên phụ xuất sắc nhất cho vai diễn trong phim The Treasure of the Sierra Madre do con trai ông, John Huston, làm đạo diễn. Ông là ông nội của nữ diễn viên Anjelica Huston.